# رودريك سلاتر
رودريك سلاتر (بالإنجليزية: Roderick Slater)‏ هو فنان أمريكي، ولد في 1937.